# Maják Sommers
Maják Sommers (rusky: Маяк Соммерс, švédsky: Sommarö, finsky: Someri) stojí na pobřeží stejnojmenného ostrova ve východní části Finského zálivu v Baltském moři v Leningradské oblasti v Rusku.

## Historie
První maják byl postaven na skalnatém ostrově Sommers v roce 1808. Byla to zděná stavba z bílých cihel pět metrů vysoká s lucernou nahoře. V roce 1866 byl maják o osm metrů zvýšen a lucerna byla vybavena Fresnelovou čočkou a hodinovým strojkem, který otáčel lampou s dvěma knoty. Maják svítil červeným světlem. Počátkem 20. století byl naproti majáku instalován nautofon. U majáku byl dřevěný dům pro obsluhu majáku.
V období Zimní války byl ostrov obsazen finskou armádou. V roce 1939 byl finskou armádou maják zničen.
Po ukončení druhé světové války ostrov připadl pod správu Sovětského svazu. V roce 1945 byl na ostrově postaven nový maják. Maják ukazuje polohu skalnatého ostrova a navádí na bezpečnou plavební dráhu do Kronštadtu a Vyborgu.
V roce 2005 byla na ostrově postavena nová navigační radarová věž Regionálního systému námořní bezpečnosti (Региональной Системы Безопасности Мореплавания (РСБМ)).

## Popis
Čtyřboká příhradová červená věž s lucernou nahoře. V horní části je kovová věž krytá roštovou konstrukcí, která má červeno-bílé horizontální pásy. Zdroj světla ve výšce 53 m n. m.

## Data
- výška věže 37 m[5][6]
- světelný zdroj 53 m n. m.
- skupinové, dva záblesky v intervalu 10 s

označení:
- Admiralty C3944
- ARLHS ERU-065
- NGA 13276